# Almudena Negro
Almudena Negro Konrad (Madrid, 1969) es una periodista y política española, que desempeña el cargo de alcaldesa de Torrelodones desde el 17 de junio de 2023. Tras las elecciones Municipales y Autonómicas del 28 de Mayo de 2023, el Partido Popular recupera la Alcaldía de Torrelodones, poniendo fin a 12 años de Gobierno Municipal de la formación local de Vecinos por Torrelodones (VxT).

## Biografía
Como periodista ha colaborado en medios tales como  por Libertad Digital, Vozpópuli, 13TV (actual Trece), El Venezolano TV, Radio Libertad La Sexta, Distrito TV, Radio Inter, e Hispan TV.[cita requerida] Presentó durante cinco años el programa "Ya es Domingo" en Radio Inter.[cita requerida] Fue miembro (en excedencia forzosa) del Comité Digital de La Razón, como su responsable de Comunidad en Internet.[cita requerida]
A los 25 años fue designada por su partido como candidata a alcaldesa en Braojos de la Sierra, resultando electa para el periodo de 1995 a 1999.
Ocupó el puesto número 17 en la candidatura del Partido Popular para las elecciones a la Asamblea de Madrid de 2019, encabezada por Isabel Díaz Ayuso, siendo elegida diputada por la Asamblea de Madrid hasta 2021. Fue portavoz del Grupo Popular en la Comisión de Control de Radio Televisión Madrid y portavoz adjunta en la comisión de Cultura y Turismo y en la Comisión de Mujer.
En febrero de 2023 fue designada por el Comité Ejecutivo Regional del Partido Popular como candidata a la Alcaldía de Torrelodones.[cita requerida]
En las elecciones celebradas el 28 de mayo de 2023, la lista encabezada por Almudena negro fue la más votada, resultando electos 9 concejales por el Partido Popular, sin alcanzar la mayoría absoluta. Tras un acuerdo de gobernabilidad con Vox, el cual obtuvo una representación de cuatro concejales, queda investida alcaldesa de Torrelodones el día 17 de junio a las 12:30 horas tras jurar su cargo en el salón de plenos del Ayuntamiento de Torrelodones.

## Alcaldesa de Torrelodones
Almudena Negro toma posesión como Alcaldesa de Torrelodones el 17 de mayo de 2023 en pleno extraordinario urgente, en el que queda constituida la Corporación Municipal con los votos a favor de los concejales del Partido Popular y de Vox.
Una de sus primeras medidas al llegar a la Alcaldía fue llevar al pleno extraordinario del día 23 de junio de 2023 la revocación del acuerdo del anterior equipo de Gobierno, por el que se contemplaba el traslado de las dependencias de la Guardia Civil de Torrelodones a la calle Cudillero.
En campaña electoral, prometió que al llegar a la Alcaldía revocaría dicho traslado, materializándose el día 23 de junio con los votos a favor del PP, Vox y PSOE.
Ese mismo mes se creó cierta polémica cuando aprobó un aumento del gasto en salarios de los concejales, asesores y el suyo propio que suponía en total un aumento del 138 %.

## Publicaciones
Es coautora del libro Contra la socialdemocracia, junto al politólogo e historiador Jorge Vilches (Editorial Deusto, 2016), y de La tentación totalitaria (AlmuzaraLibros, 2021).